# Michał Kudła
Pour les articles homonymes, voir Kudla.
Michał Kudła est un céiste polonais pratiquant la course en ligne.

## Palmarès

### Championnats de Pologne
- Titres nationaux
  - 3x en C-4 1000 m (2010, 2014 et 2015)
  - 2x en C-1 4 × 200 m relay (2013 et 2014)
  -  en C-1 500 m (2014)
  -  en C-1 1000 m (2014)